# Allington Pippin
Allington Pippin es el nombre de la variedad cultivar de manzano (Malus domestica).
Variedad de manzana híbrido procedente del cruce King of the Pippins x Cox's Orange Pippin. Criado por Thomas Laxton en Lincolnshire antes de 1884. Recibió un Certificado de Primera Clase de la Royal Horticultural Society en 1894 con su nombre original, 'Brown's South Lincoln Beauty'. Renombrado en 1894 e introducido en los circuitos comerciales por "Bunyard of Maidstone" en 1896. Una vez una variedad comercial de postre. Las frutas tienen un sabor aromático distintivo.

## Sinonimia
- "Allington",
- "Allington Peppin",
- "Allington Pepping",
- "Allingtoner Pepping",
- "Allingtonovo jablko",
- "Brown's South Lincoln Beauty",
- "Pepin Allingtona",
- "Pepin d'Allington",
- "South Lincoln Beauty",
- "South Lincoln Pippin".

## Historia
'Allington Pippin' es una variedad de manzana híbrido procedente del cruce como Parental-Madre de King of the Pippins y como Parental-Padre el polen procede de Cox's Orange Pippin. Producido por el viverista Thomas Laxton de Lincolnshire, Inglaterra (Reino Unido). Introducido en los circuitos comerciales en 1884 y originalmente fue catalogado como "Brown’s South Lincoln Beauty", recibió un Certificado de Primera Clase de la Royal Horticultural Society en 1894 con su nombre original, más tarde se le cambió a "South Lincolnshire Pippin". El vivero « G. Bunyard & Co. Nursery » en Maidstone, Kent, lo incluyó en su catálogo como 'Allington Pippin' en 1896.
'Allington Pippin' se cultiva en la National Fruit Collection con el número de accesión: 2000-016 y Accession name: Allington Pippin.

## Características
'Allington Pippin' es un árbol portador de espuelas, con porte esparcido compacto y vertical. En sus cosechas presenta vecería.  Tiene un tiempo de floración que comienza a partir del 6 de mayo con el 10% de floración, para el 11 de mayo tiene una floración completa (80%), y para el 18 de mayo tiene un 90% de caída de pétalos.
'Allington Pippin' tiene una talla de fruto medio; forma truncado cónica, a menudo con uno de los lados torcido, altura 65.00mm y anchura 65.00mm; con nervaduras muy débiles; epidermis con color de fondo verde amarillo pálido, importancia del sobre color medio, con color del sobre color rojo , con sobre color patrón rayas / manchas presentando extensos rubores rojo ladrillo y rayas rotas en la cara expuesta al sol, se encuentran lenticelas rojizas y parches rojizos, piel ligeramente grasosa, "russeting" (pardeamiento áspero superficial que presentan algunas variedades) bajo; cáliz mediano y estar abierto en una cubeta estriada de profundidad media; pedúnculo corto y moderadamente robusto en una cavidad cubierta de "russeting" profunda y estrecha; carne de color blanco amarillento, de grano fino. Sabor jugoso con un rico sabor agridulce, algo que recuerda a la piña. El sabor tiende a ser algo áspero en el momento de la cosecha, suavizándose agradablemente durante el almacenamiento.
Su tiempo de recogida de cosecha se inicia a inicios de octubre. Se conserva bien durante dos meses en cámara frigorífica.

## Progenie
'Allington Pippin' es el Parental-Madre de la variedades cultivares de manzana:
- John Huggett
- Old Fred
- Cheddar Cross
- Plymouth Cross
- Peggy's Pride

## Usos
Hace una muy buena manzana fresca de mesa.

## Ploidismo
Diploide, parcialmente auto estéril. Es necesaria una polinización con variedades del Grupo de polinización: D, Día 14.

## Susceptibilidades
Resistente a la sarna del manzano.